# Zabielne (powiat olecki)
Zabielne – wieś w Polsce położona w województwie warmińsko-mazurskim, w powiecie oleckim, w gminie Olecko.
W latach 1975–1998 miejscowość należała administracyjnie do województwa suwalskiego.
Wieś wzmiankowana już w 1508 roku. Później w dokumentach pojawiają się nazwy Sabielnen, Sobiellen, a od 1938 roku – Podersbach (zmieniona w ramach akcji germanizacyjnej).
Wieś lokowana na prawie chełmińskim na 27 włókach 1 października 1565 roku, kiedy pisarz zamkowy w Stradunach otrzymał tu 10 włók z zadaniem założenia wsi czynszowej między Dudkami, Zajdami i Giżami.
W 1939 roku we wsi było 67 mieszkańców.